# Golf van Tadjourah
De Golf van Tadjourah is een golf in de Indische Oceaan, die zich in de Hoorn van Afrika snijdt. Ze ligt ten zuiden van de zeestraat Bab el Mandeb, die de oceaan met de Rode Zee verbindt. Het grootste deel van de kusten aan de golf zijn Djiboutiaans grondgebied, met als enige uitzondering een korte zuidelijk gelegen kuststrook die tot de niet-erkende staat Somaliland (Noordwest-Somalië) behoort. De voornaamste havens aan de Golf zijn Tadjourah (waarnaar de golf is genoemd), Obock en Djibouti.